# 瑞士通讯社
瑞士通讯社 (德语：Schweizerische Depeschenagentur AG (SDA)，法语： Agence Télégraphique Suisse (ATS)，意大利语：Agenzia Telegrafica Svizzera (ATS))于1894年成立，是瑞士的国家通讯社。瑞士通讯社是一个私人拥有的非营利组织。